# Nowa Wieś Poznańska
Nowa Wieś Poznańska – nieużywany od 2000 roku przystanek kolejowy na granicy Swarzędza (w części miasta określanej jako Nowa Wieś) i miasta Poznania, na linii kolejowej nr 352 Poznań Starołęka – Swarzędz. Oddano go do użytku w 1960 roku jako przystanek w ramach projektowanej szybkiej kolei miejskiej, obejmującej aglomerację poznańską. Linia kolejowa przebiegająca przez przystanek wchodzi w skład wykazu linii kolejowych o znaczeniu państwowym.
Pod tą nazwą funkcjonowała również pętla autobusowa MPK Poznań dla linii 55 (później oznaczonej jako 155, a obecnie 425), która po przedłużeniu przebiegu do Zalasewa nie jest używana (przelotowy przystanek nosi nazwę Swarzędz/Szumana). Z pętli ma swój początek żółty szlak turystyczny.
W wieloletnim planie rozwoju infrastruktury rowerowej zakłada się budowę przy tym przystanku parkingu rowerowego.
27 maja 2024 roku podpisana została umowa na modernizację Towarowej Obwodnicy Poznania, w ramach której przystanek ma zostać reaktywowany pod nazwą Swarzędz Nowa Wieś do 2027 roku.  